# Philipp Keim
Georg Philipp Keim (* 7. November 1804 in Diedenbergen; † 2. Juli 1884 in Diedenbergen) 
war ein nassauischer Dichter und volkstümlicher Zeitungssänger.

## Leben und Werk
Georg Philipp Keim wurde am 7. November 1804 als jüngstes von elf Kindern des Diedenberger Schullehrers Johann Heinrich Keim in Diedenbergen geboren.
Nach Abschluss der Schule erlernte er das Küferhandwerk. 
Er erblindete im Alter von 17 Jahren als Geselle infolge starker Erhitzung und plötzlicher Erkältung beim Arbeiten als Küfer im herzoglichen Schlosskeller zu Biebrich.
Der damalige Herzog Wilhelm von Nassau schenkte dem blinden jungen Mann eine Drehorgel und erlaubte ihm durch eine Urkunde, unbehindert im ganzen Herzogtum Nassau, insbesondere aber auch in den Kurstädten und Badeorten, zu musizieren.

## Ehrungen
In Diedenbergen tragen die Philipp-Keim-Schule und -Straße den Namen von Keim.